# Suspensión (química)

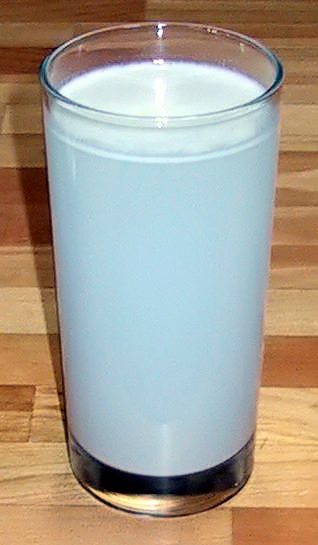
Suspensión de harina en un vaso de agua.

En química, una suspensión  es una mezcla heterogénea formada por un sólido en polvo o por pequeñas partículas no solubles (fase dispersa) que se dispersan en un medio líquido (fase dispersante o dispersora). Cuando uno de los componentes es líquido y los otros son sólidos suspendidos en la mezcla, son conocidas como suspensiones mecánicas. Las partículas que forman parte de una suspensión pueden ser microscópicas, y de distintos tamaños, dependiendo del tipo de sustancia. De igual manera este tipo de suspensiones puede requerir de distintas formas de energía, para la elaboración de mezclas homogéneas y coloides distintos entre sí.

## Composición de una suspensión
Las suspensiones se definen como dispersiones heterogéneas sólido-líquido constituidas por dos fases:
- Fase sólida: Fase interna, discontinua, o dispersa: está formada por partículas sólidas, insolubles, finamente divididas y suspendidas en el vehículo o medio dispersante.
- Fase líquida: Fase externa, continua o dispersante: consiste en un líquido, acuoso o un semisólido, que tiene cierta consistencia y que puede ser acuoso o graso.
- Tensoactivos: agentes dispersantes: los tensoactivos son sustancias que impiden que las partículas se agreguen, ya que a mayor tamaño, las partículas tienen mayor tendencia a sedimentar. Una suspensión estable suele tener en su fórmula algún agente tenso activo.
- Estabilizantes: cualquier sustancia que se incluye en la formulación de la suspensión que impida que esta pierda su estabilidad. Aquí se incluyen espesantes, anticongelantes, conservantes.

Son sistemas que, con el tiempo, decantan las partículas sólidas dispersas en el medio dispersante. Para evitar este proceso, las suspensiones químicas meta estables suelen tener una viscosidad alta para evitar que estas partículas sedimenten.

## Estabilidad de las suspensiones
Las suspensiones no son estables. La estabilidad física de las suspensiones podría definirse como una condición en la cual las partículas no se agregan y permanecen distribuidas de forma homogénea en la suspensión a lo largo de un tiempo determinado, sin sedimentar ni separarse fases.
Para disminuir la velocidad de segmentación hay que:
- Disminuir el tamaño de las partículas.
- Aumentar la viscosidad de medio.
- Evitar cambios bruscos de temperatura durante el almacenaje, transporte...
- Evitar cristalizaciones mediante la inclusión de anticongelantes en la formulación.

## Sedimentación
Si se deja reposar una suspensión, un sólido con una densidad mayor que la del líquido puro se hunde lentamente hasta el fondo (a diferencia de una solución) con un tamaño de partícula no demasiado pequeño y forma un sedimento (sedimentación). El líquido sobrenadante puede verterse (decantación) y así el sólido (sedimento) puede separarse del líquido (decantar). La sedimentación puede ralentizarse añadiendo las llamadas tixotropíass o sustancias activas interfaciales, y acelerarse añadiendo floculantes.
La estabilidad de una suspensión puede definirse con un sedígrafo. Este aparato mide la velocidad de hundimiento de diferentes partículas según la ley de Stokes. 
Cuanto más pequeña es una partícula, menor es su densidad y cuanto mayor es la viscosidad del líquido, más lenta es la sedimentación. La forma y estructura de las partículas y otras propiedades de la partícula y del líquido también influyen en la sedimentación.
La sedimentación puede acelerarse mediante centrifugación.
Un método para determinar las propiedades de la sustancia o el tamaño de las partículas y su distribución es la espectroscopia de atenuación ultrasónica.

## Métodos acelerados para observar la estabilidad de las suspensiones
El proceso de desestabilización cinética puede ser bastante largo (hasta varios meses o incluso años para algunos productos) y a menudo es necesario para el formulador usar métodos más rápidos para alcanzar el tiempo de desarrollo razonable para el diseño de nuevos productos sobre la base de suspensiones concentradas.
Los métodos térmicos son los más utilizados y consisten en el aumento de la temperatura para acelerar la desestabilización (por debajo de las temperaturas críticas de inversión de fase o degradación química). La temperatura afecta no solo la viscosidad, sino también la tensión interfacial en el caso de los tensioactivos no iónicos. El almacenamiento de una dispersión a altas temperaturas permite la simulación de ciertas condiciones de la vida real de un producto (por ejemplo, tubo de crema de protección solar en un coche en verano), sino también para acelerar la desestabilización hasta unas 200 veces. Es lo que se conoce vulgarmente como ensayo de envejecimiento acelerado.
La aceleración mecánica incluyen la vibración, la centrifugación y la agitación. Consiste en someter el producto a diferentes fuerzas que empujan las partículas/gotas unas contra otras, por lo tanto, ayuda a que se acelere el proceso de sedimentación de estas partículas suspendidas. Sin embargo, algunas emulsiones nunca tienden a unirse con una gravedad normal, mientras que lo hacen bajo esta gravedad artificial. Por otra parte, la segregación de las diferentes poblaciones de partículas se han puesto de relieve cuando se utiliza la centrifugación y la vibración.

## Otra técnica para monitorear la estabilidad física
La dispersión múltiple luz y acoplada al escaneo vertical es la técnica más extendida para controlar el estado de suspensión, porque reconoce y cuantifica el fenómeno de desestabilización. Se utiliza en suspensiones concentradas sin dilución. Cuando la luz pasa a través de una suspensión, las partículas de la materia sólida reflejan la luz. La intensidad de la luz reflejada es proporcional a la cantidad y el volumen de sólidos en suspensión. Así, los cambios locales de concentración (sedimentación) y los cambios globales de concentración (floculación y agregación) pueden ser rastreados y detectados.

## Algunos ejemplos
- El helado es una suspensión de cristales de hielo microscópicos en nata.
- El barro, lodo o agua turbia, es una suspensión de partículas de tierra, arcilla o limo en agua.[4]
- La pintura es una suspensión de pigmentos en agua.
- La sangre es una suspensión de células (principalmente glóbulos rojos) en plasma.
- La harina suspendida en agua.
- Lechada de cal.

### Caso del helado
El helado es un coloide alimentario complejo formado por burbujas de aire, glóbulos de grasa, cristales de hielo y una fase de suero no congelada. Los cristales de hielo y las burbujas de aire suelen medir entre 20 y 50 μm. Las burbujas de aire suelen estar parcialmente recubiertas de glóbulos de grasa y los glóbulos de grasa están recubiertos de una capa de proteína/emulsionante. La fase de suero consiste en los azúcares y polisacáridos de alto peso molecular en una solución concentrada por congelación.
Varias etapas del proceso de fabricación, como la pasteurización, la homogeneización, el envejecimiento, la congelación y el endurecimiento, contribuyen al desarrollo de esta estructura. Las proteínas y los emulsionantes compiten por el espacio interfacial durante la homogeneización de la grasa y la creación de la emulsión de mezcla. Tras la homogeneización, la emulsión se ve afectada además por los cambios que se producen durante la fase de envejecimiento, es decir, la cristalización de la grasa y la reorganización de la membrana de glóbulos grasos hasta alcanzar el estado de menor energía libre. A continuación, esta emulsión se somete tanto al batido como a la formación de cristales de hielo durante el proceso de congelación dinámica, lo que contribuye al desarrollo de los cuatro componentes estructurales principales del producto congelado: una espuma discontinua, una red de grasa parcialmente coalescida que rodea las burbujas de aire, cristales de hielo y una solución acuosa continua, concentrada por congelación y no congelada.

## Uso de suspensiones en la industria

### En la industria alimentaria
Un ejemplo de suspensión es el café, porque cuando se acaba de beber se queda el poso en el fondo de la taza que lo contenía. Con la decantación, las partículas precipitan en el fondo del recipiente. Otro ejemplo de suspensiones son los zumos de frutas, como el zumo de naranja, de melocotón, etc.; los batidos; la horchata: el mate; las salsas, como la de tomate; etc. En los zumos la fase dispersa es una disolución en agua de sustancias solubles (fructosa, vitamina C, citrato de potasio…) y la fase dispersa son sustancias insolubles como pequeños trozos de pulpa.

### En la industria farmacéutica

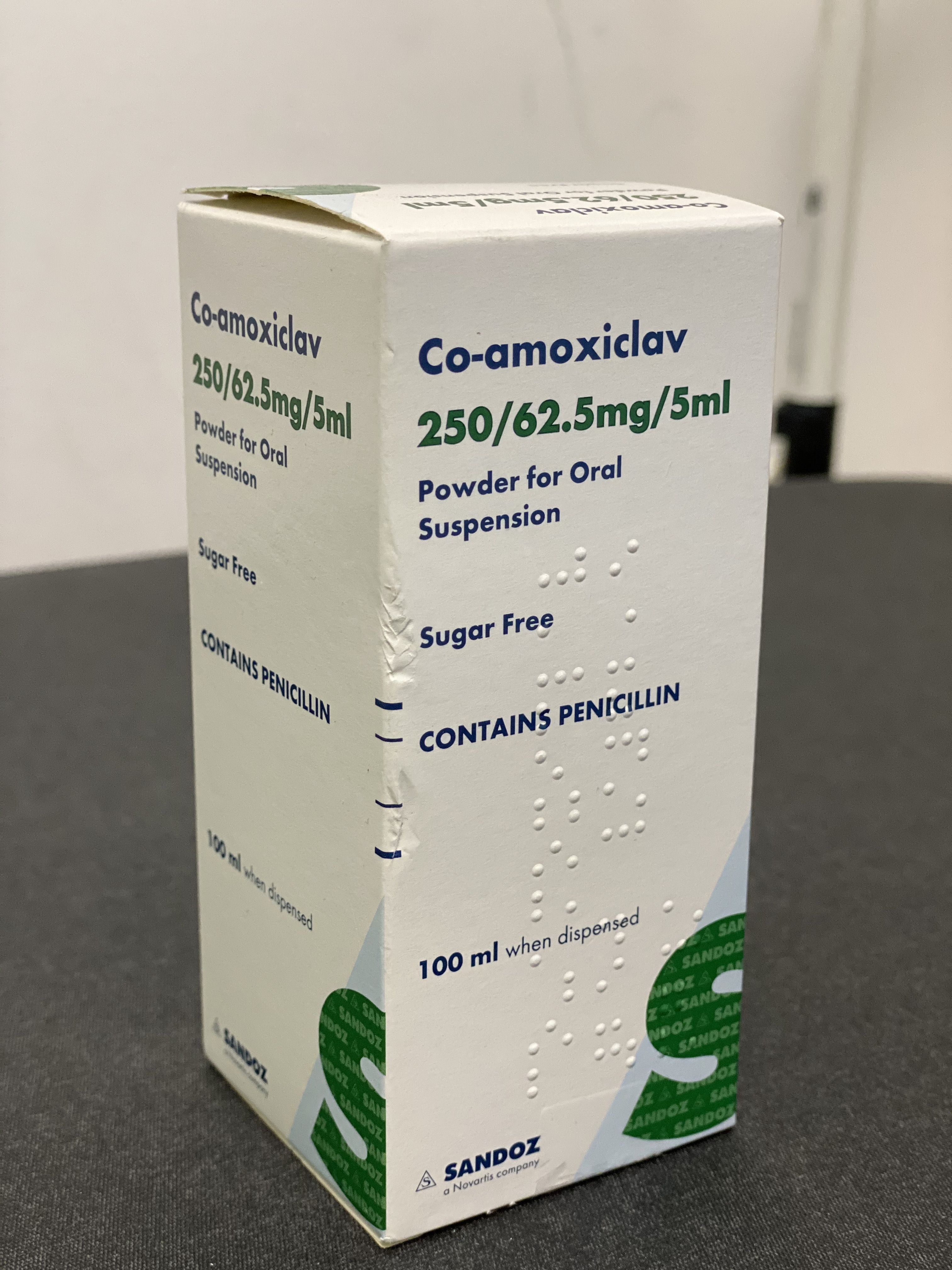
Antibiótico empleado oralmente en suspensión acuosa.

Hay medicamentos que deben administrarse en forma líquida (por vía oral, por vía intramuscular o subcutánea, en preparaciones tópicas sobre la piel u oftalmológicas) y son insolubles o poco solubles en agua, por lo que se debe preparar la suspensión justo antes de la primera vez que se administra. Se llaman suspensiones extemporáneas. Cuando la suspensión preparada queda en reposo sedimenta y para ser administrada de nuevo se procederá a recuperar la suspensión agitándola.[14] Son ejemplos el antibiótico amoxicilina, el analgésico y antipirético paracetamol y el antiinflamatorio naproxeno. 

### En la industria cosmética

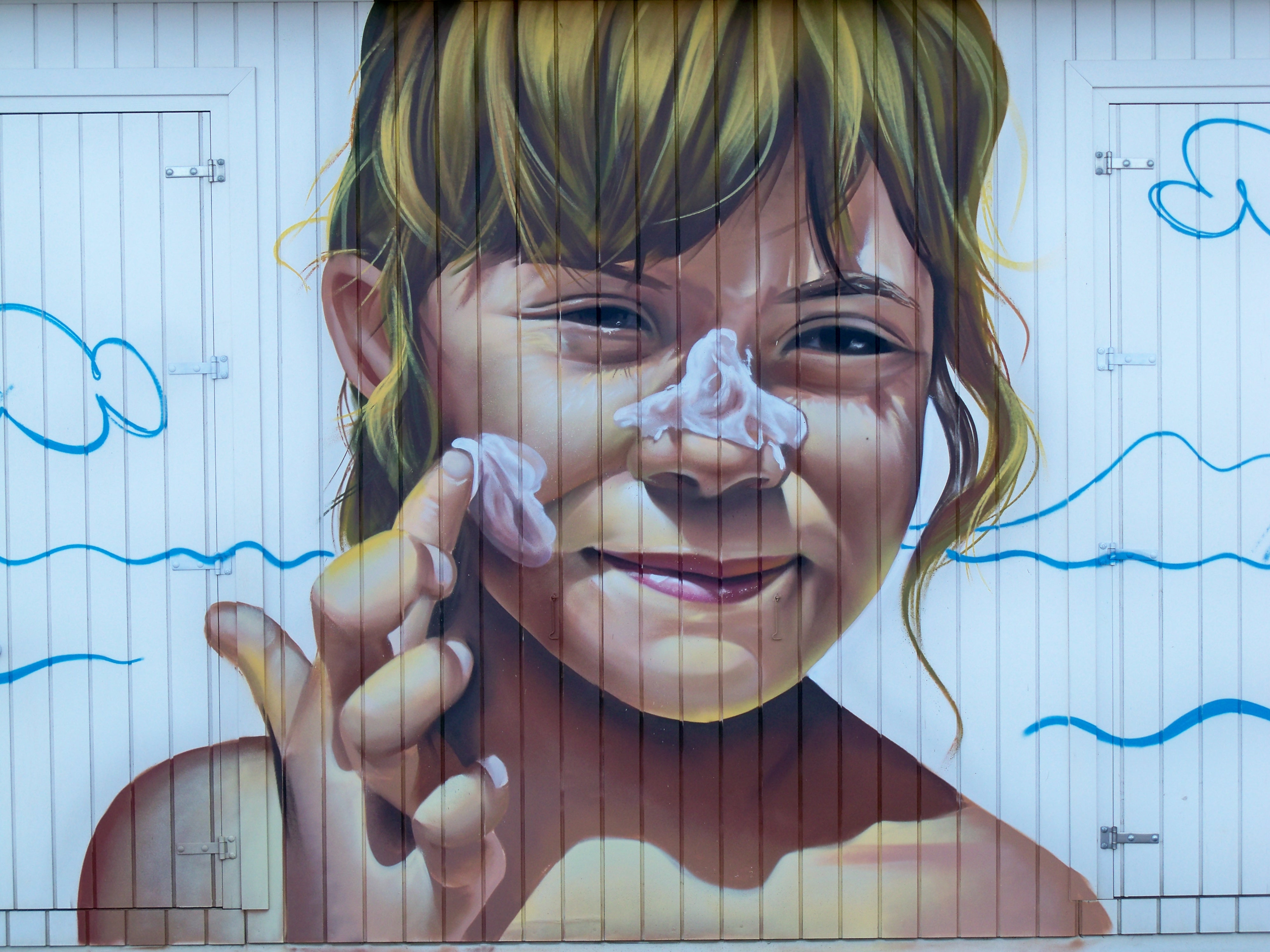
Grafiti de una niña empleando protector solar.

Muchos exfoliantes faciales y corporales contienen pequeñas partículas sólidas como gránulos de azúcar, sal o microsferas de plástico (aunque cada vez son menos comunes debido a las preocupaciones ambientales) que se suspenden en una crema o hielo. Estas partículas ayudan a eliminar las células muertas de la piel y mejorar la textura cutánea. Algunas fórmulas de maquillaje pueden contener pigmentos sólidos suspendidos en una fase dispersante líquida. Esto permite una aplicación uniforme y una adecuada cobertura de la piel. La mayoría de protectores solares contienen partículas de óxido de zinc o dióxido de titanio que se mantienen en suspensión en la fórmula. Estas partículas ayudan a proteger la piel de la radiación ultravioleta. Algunos productos de cosmética, como los sueros reductores, pueden contener microcristales o microesferas que se mantienen en suspensión en un gel o líquido. Estos productos afirman proporcionar una apariencia de piel más tensa inmediatamente después de la aplicación. Algunas lociones corporales pueden contener polvo de minerales que se mantienen en suspensión en una fase dispersante líquida. Estos polos pueden proporcionar un ligero brillo a la piel y ayudar a mejorar su apariencia.

### En la construcción y el arte
El mortero es una suspensión de arena en una disolución de cal y cemento en agua, que se toma o se endurece en un cierto tiempo, que se emplea para atar los ladrillos, las piedras, etc., de una construcción, para rebozar paredes y para hacer pavimentos. El hormigón también es un material de construcción constituido por una mezcla de grava, arena y cemento portland.
Las pinturas (pintura al óleo, pintura acrílica, pintura al temple...) son suspensiones de materias sólidas (el pigmento, que le confiere el color, y las materias de carga que lo espesan, aumentan su opacidad , etc.) en una preparación líquida a base de un vehículo (aceite, resina natural o sintética, etc.), disolventes, plastificantes y secantes. Sedimentan en los envases que las contienen y es necesario agitarlas para recobrar las características óptimas.